# فرار لوگان (رمان)
فرار لوگان رمانی در ژانر ویران‌شهر و سن‌گرایی اثر ویلیام اف نولان و جورج کلیتون جانسون است که در سال ۱۹۶۷ در ایالات متحد آمریکا به زبان انگلیسی منتشر شد. در سال ۱۹۷۶ فیلمی با اقتباس از این رمان به کارگردانی مایکل اندرسون و بازیگری مایکل یورک، جنی اگاتر و ریچارد جردن ساخته شد. در سال ۱۹۷۷ سریال تلویزیونی به همین نام در یک فصل ۱۴ قسمتی با بازیگری گرگوری هریسون و هتر منزیس در ایالات متحد آمریکا توسط ام‌جی‌ام تله‌ویژن ساخته شد.